# Ithaca Chasma

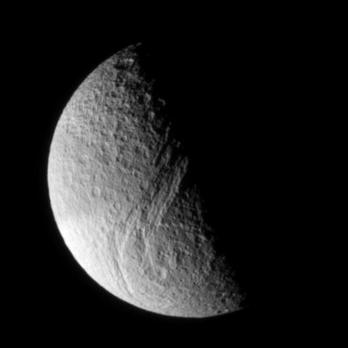
Zdjęcie Tetydy z widoczną Ithaca Chasma

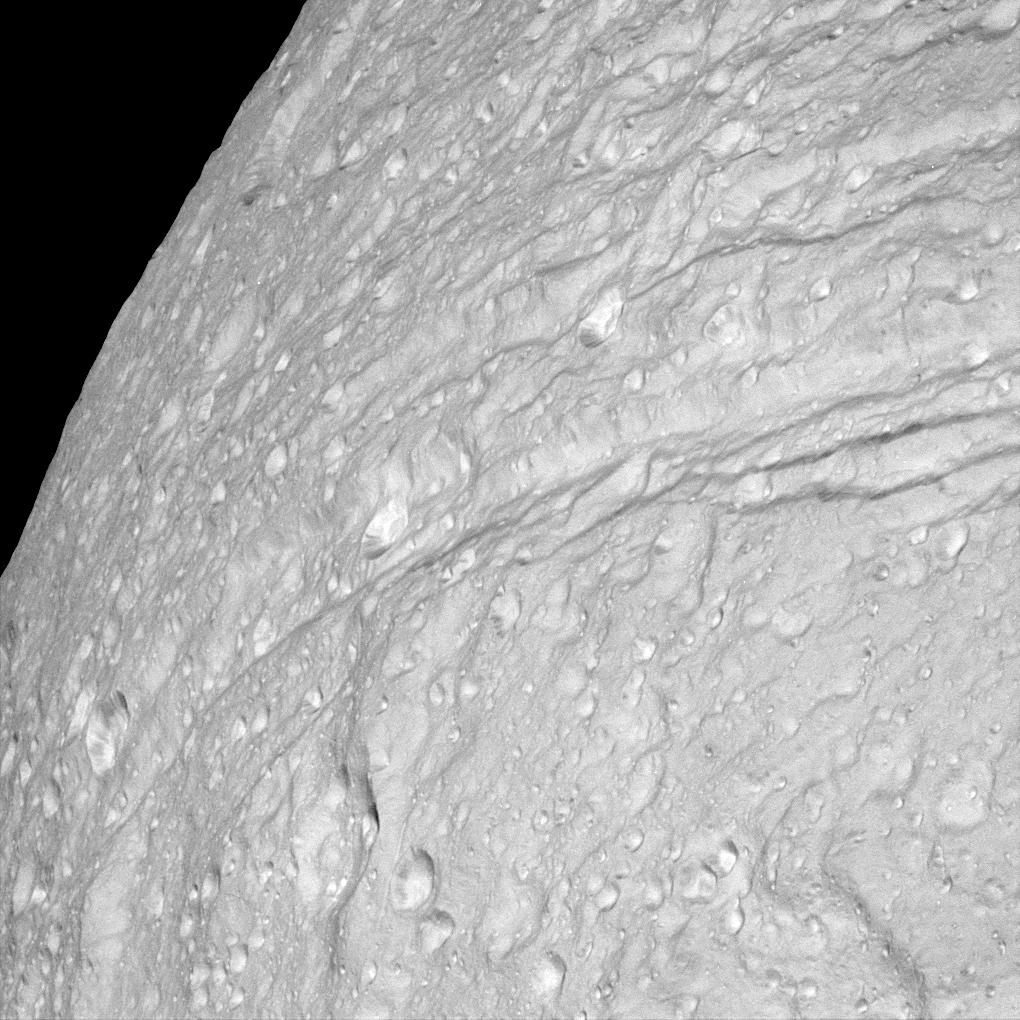
Południowy koniec Ithaca Chasma w zbliżeniu

Ithaca Chasma (zwana również jako Przepaść Itaki) – dolina ryftowa na obszarze jednego z satelitów Saturna, Tetydy. Jej środek znajduje się na współrzędnych 14 S, 6,1 W. Przebiega z północy na południe. Ithaca Chasma ma około 2000 kilometrów długości, 100 km szerokości i od 3 do 5 km głębokości.
Nazwa Ithaca Chasma pochodzi od Itaki, rodzinnej wyspy Odyseusza.